# 弗拉日 (上索恩省)
弗拉日（法語：Flagy，法語發音：[flaʒi] ⓘ）是法国上索恩省的一个市镇，属于沃苏勒区。

## 地理
弗拉日（47°41'53"N, 6°11'21"E）面积9.7 平方千米，位于法国勃艮第-弗朗什-孔泰大區上索恩省，该省份为法国东部内陆省份，北起顺时针与孚日省、贝尔福地区省、杜省、汝拉省、科多尔省和上马恩省接壤。
与弗拉日接壤的市镇（或旧市镇、城区）包括：布勒雷莱法韦尔内、科隆比耶、讷雷昂沃、勒瓦勒圣埃卢瓦、瓦罗涅、维勒帕鲁瓦。

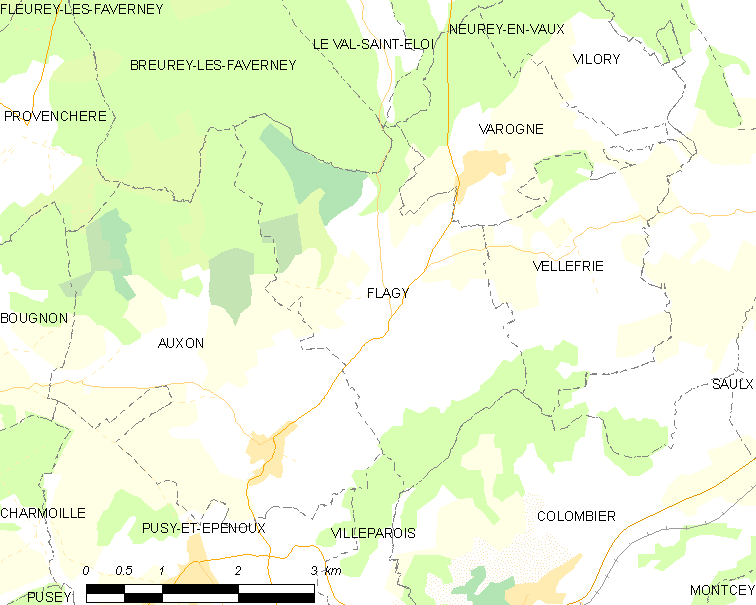
的OSM定位图

弗拉日的时区为UTC+01:00、UTC+02:00（夏令时）。

## 行政
弗拉日的邮政编码为70000，INSEE市镇编码为70235。

## 政治
弗拉日所属的省级选区为索恩港县。

## 人口

1962-2008年间人口变化图示

弗拉日于2022年1月1日时的人口数量为137人。